# 濱海灣花園

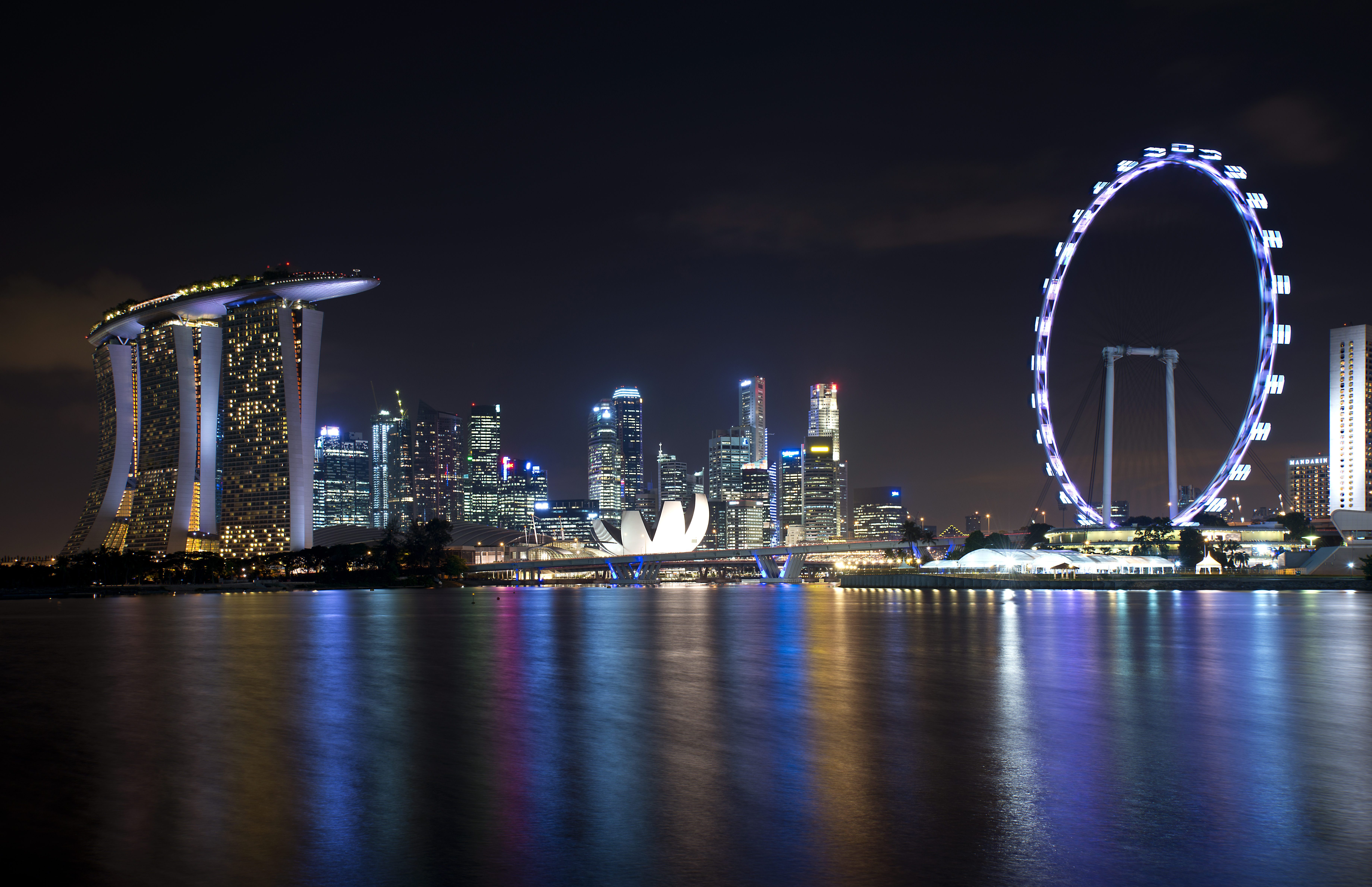
從濱海灣花園觀賞新加坡的天際線。

濱海灣花園是位於新加坡濱海灣中央的公園，於2012年落成，佔地105公頃，全土興建於填海土地上，毗連濱海蓄水池。花園由三個濱水花園組成：濱海南的濱海南花園、位於濱海東並設有建國先賢紀念園的濱海東花園，以及位於市中心核心區和加冷的濱海中央花園。
興建濱海灣花園的構思開始於2006年，期望可以促進新加坡由花園城市進化為「花園中的城市」。

## 中央花園
中央花園作為濱海灣南和東花園之間的聯繫，佔地15公頃，並且連接海濱長廊。這條3公里的長廊是一條從市中心延伸到新加坡東部的觀景散步走道。

## 東花園
東花園佔地32公頃，連接一條坐落於濱海蓄水池邊的2公里（1.2英里）步行長廊。東花園起初是為了2010年夏季青年奧運會而發展的臨時公園，其第一階段於2011年10月向公眾開放。
園內有一系列設計為大型熱帶樹葉形的小型花園，這些小型花園均擁有獨特的景觀設計、特色和主題。園內亦有設置迎向主導風向的五個水入口，主要目的是為了最大限度地提高和延長的海岸線，同時讓風和水滲透到花園裡以保持園內清涼和舒服。

## 南花園
南花園於2012年6月29日向公眾開放，為三個花園中面積最龐大的一個，佔地54公頃，主要設計理念在於打造一個顯示熱帶園藝和園林藝術的頂級平台。南花園總體規劃概念的靈感來自於蘭花。蘭花代表整個熱帶地區及新加坡，而“卓錦萬代蘭”也是新加坡的國花，有著特殊的象徵意義。蘭花紮根於海濱（植物冷室），而葉片（地貌）、莖（走道，道路和連接道路）和次生根（水，能源和通訊線路）在重要交匯點與花卉（主題花園和擎天樹叢）形成一個綜合網絡。

### 植物冷室
新加坡濱海灣花園裡設有兩座植物冷室──“花穹”和“雲霧林”，位於濱海蓄水池邊緣。兩座植物冷室均由威爾金森艾爾建築事務所設計，設計主要是為了作為一個可持續建築技術的節能展示和創造一個全天候寓教於樂的空間。兩個植物冷室各佔地約1公頃，而“花穹”更為世界上面積最龐大的無柱冷室。
兩座植物冷室都設有兩個特殊的建築設計，不需要額外的內部支持（例如柱子）的巨大玻璃屋頂和連接“擎天樹叢”，並且利用玻璃面收集雨水的冷卻系統。“擎天樹叢”既可以發散循环中的熱空氣，也可以冷卻循環中的水。

#### 花穹

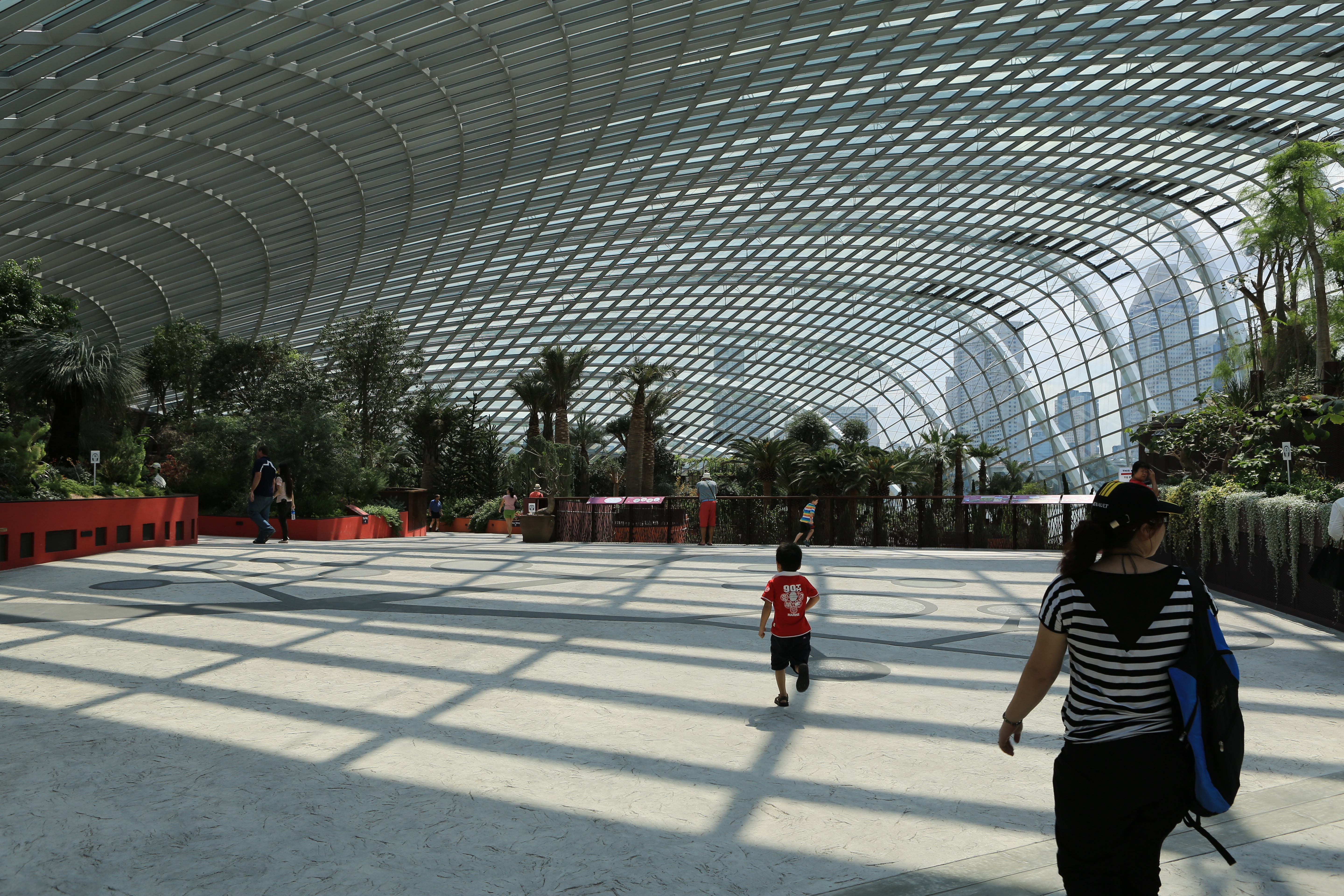
花穹的主干道

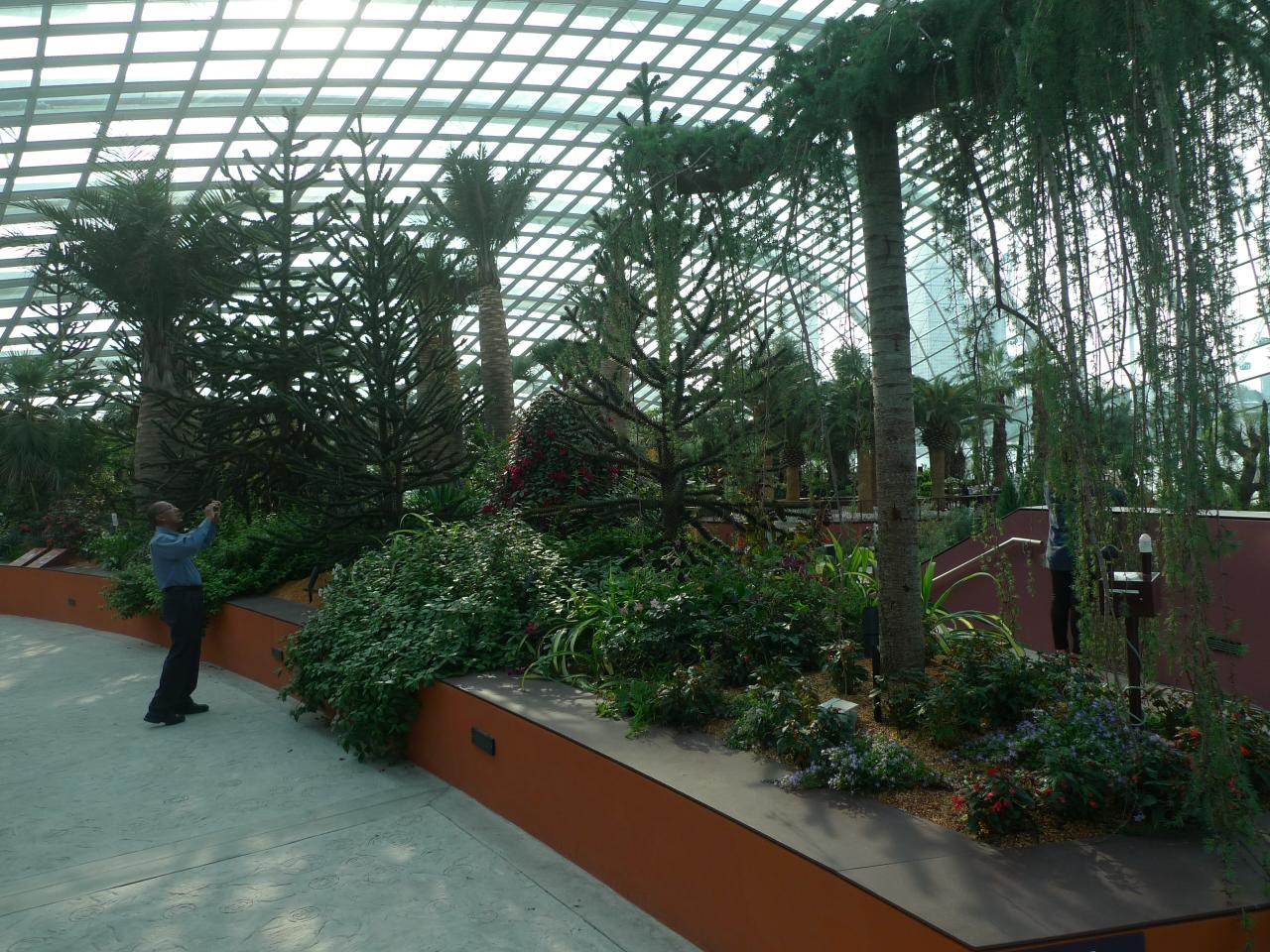
“南美公园”

花穹是物冷室中比較大的一個，佔地1.2公頃，建築物高38米，室溫一直保持在23°C至25°C，模擬溫和及乾燥的氣候，並且擁有在地中海和其他半乾旱熱帶地區（例如澳洲、南美及南非）所發現的植物。花穹裡設有7個不同的“花園”，附帶小酒館的橄欖園以及一個為了舉行花卉演示與展覽的可移動中心演示台。

### 雲霧林

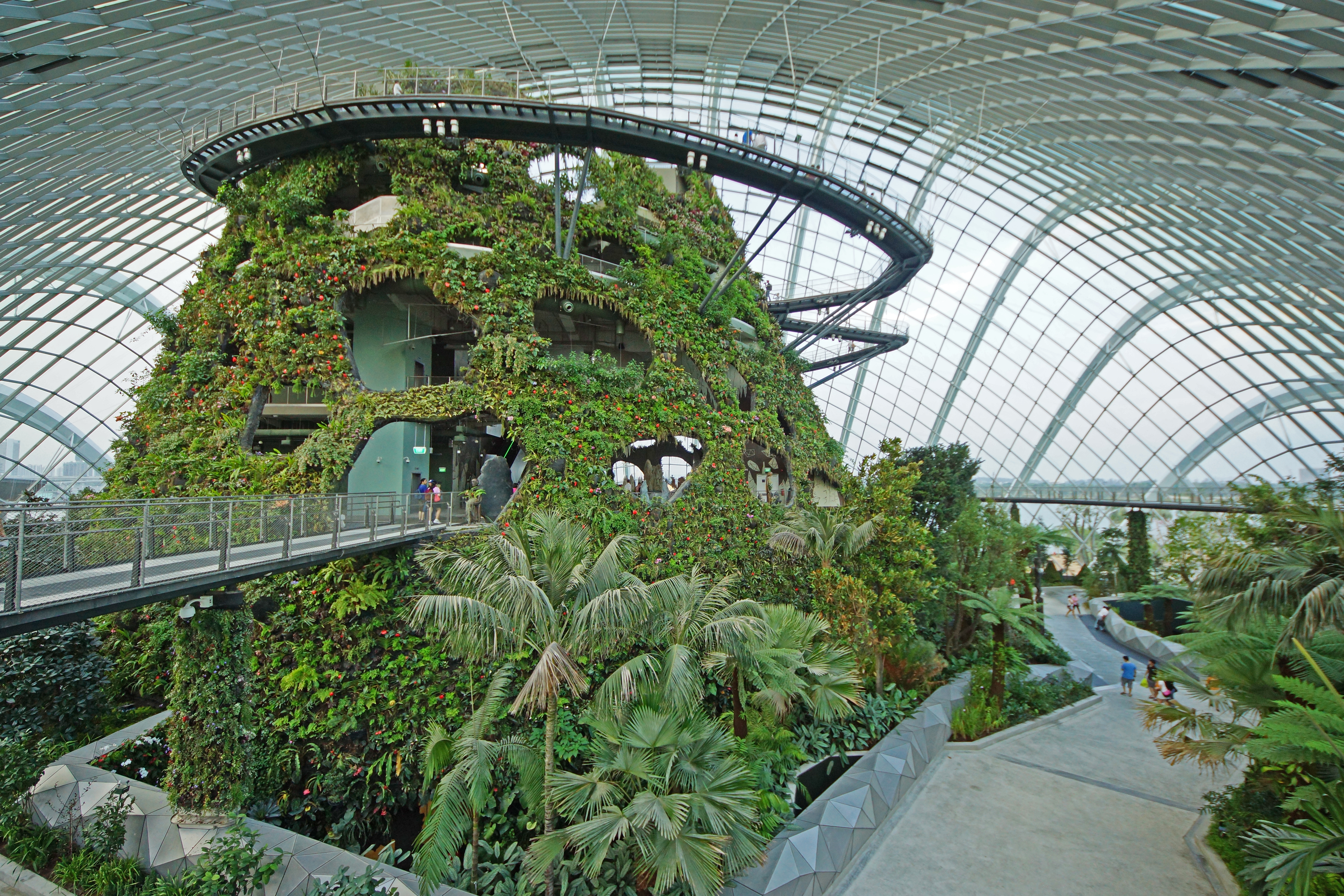
雲霧林

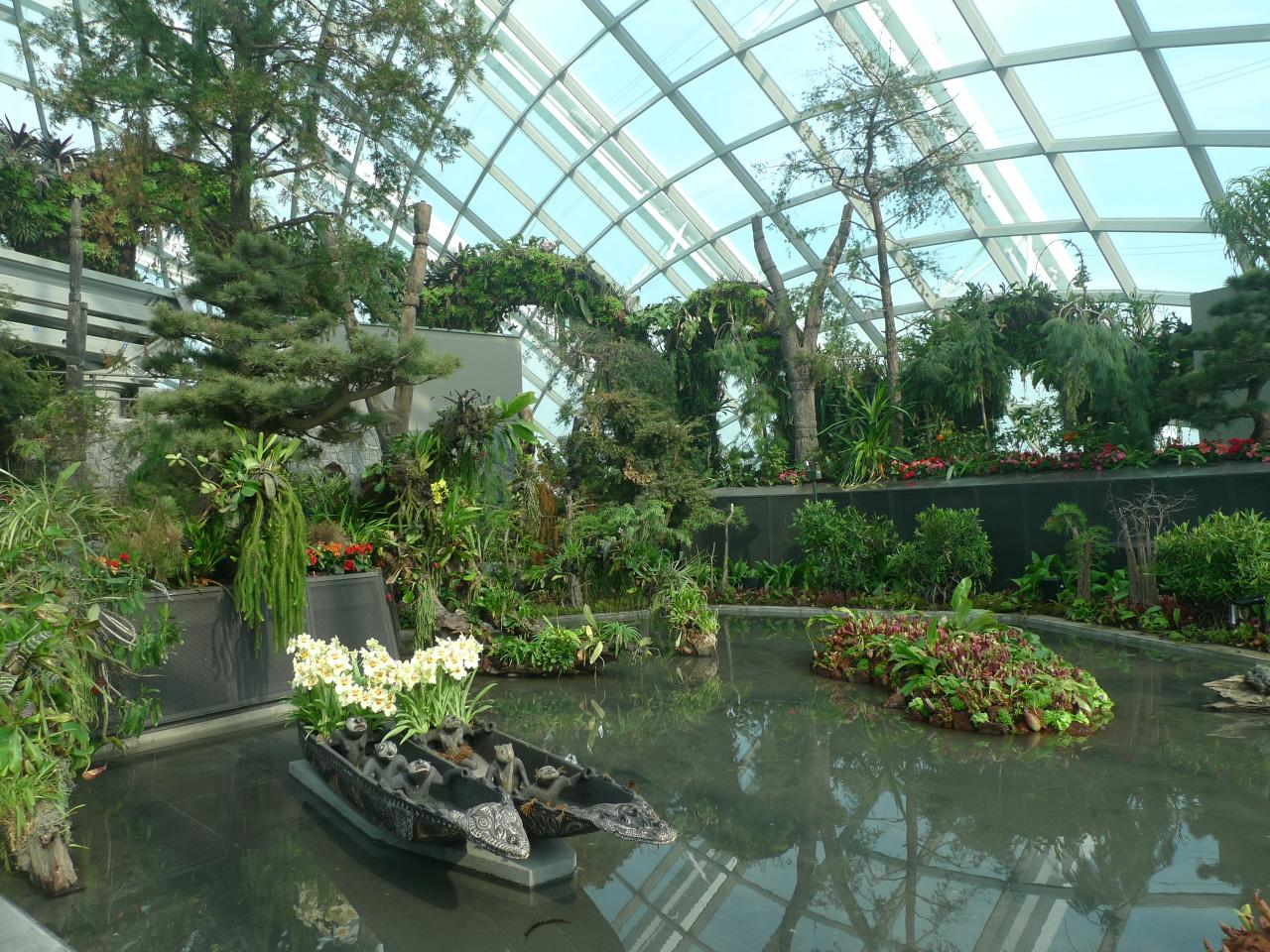
The Lost World

## 擎天樹叢

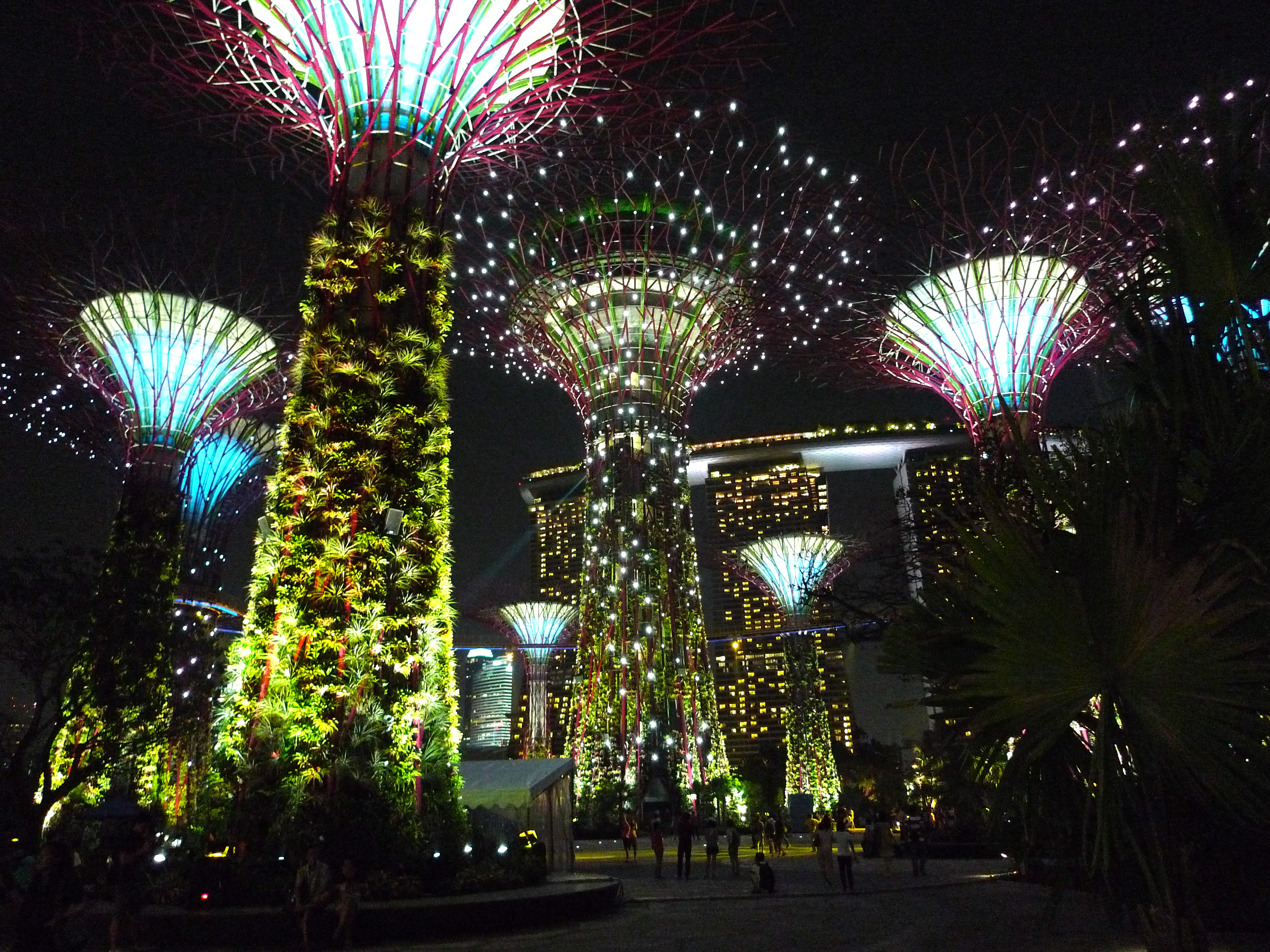
擎天樹叢。

## 交通連接

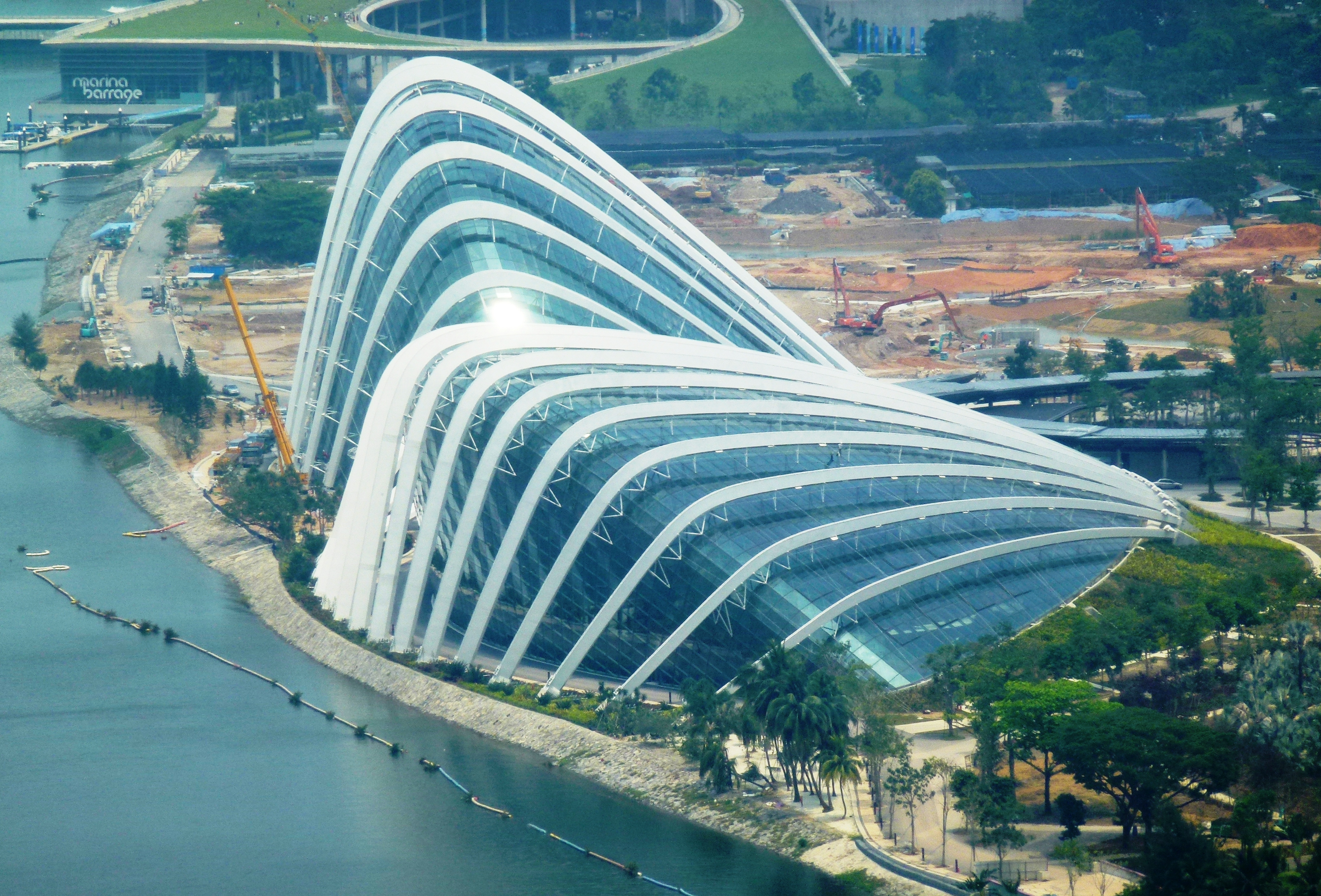
濱海灣花園。

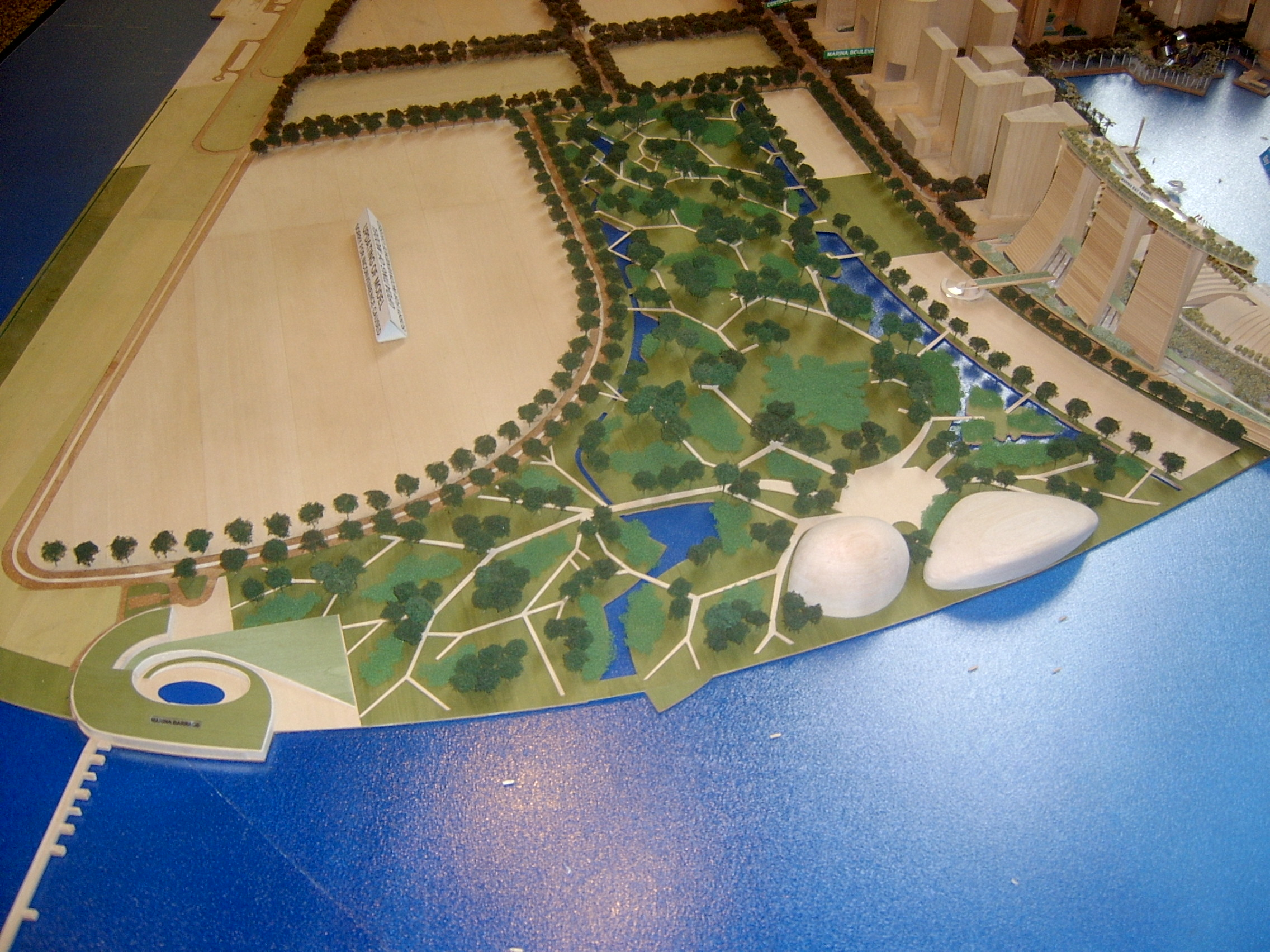
由市區重建局展示的濱海灣花園模型。

- 前往濱海灣花園可以乘坐地鐵新加坡地铁汤申－东海岸线滨海湾花园站。